# Huey (raper)
Lawrence Franks, Jr., znany jako Huey (ur. 12 września 1987 w Kinloch, zm. 25 czerwca 2020 w Saint Louis) – amerykański raper. Popularność zyskał dzięki swojemu debiutanckiemu singlowi Pop, Lock & Drop It. W 2006 roku podpisał kontrakt z wytwórnią Jive Records. Jego pierwszy solowy album Notebook Paper został określony przez serwis AllMusic jako mieszanka muzyki wykonawców Nelly, Chingy i Ludacris oraz zajął 26 pozycję w notowaniu Billboard 200 i 10 w Top R&B/Hip-Hop Albums. Jego drugi album, po długich opóźnieniach, został wydany 14 sierpnia 2010.

## Dyskografia

### Albumy
- Notebook Paper (2007)
- Redemption (2010)

### Single
- Pop, Lock & Drop It
- When I Hustle (ft. Lloyd)